# Giovanni Andrea Angelini Bontempi
Pour les articles homonymes, voir Angelini.
Giovanni Andrea Angelini Bontempi, né Giovanni Andrea Angelini en 1624 à Pérouse et mort le 1er juillet 1705 à Brufa un hameau de Torgiano,  est un compositeur, castrat et musicographe italien.

## Biographie
Angelini a ajouté à son nom celui de son tuteur Cesare Bontempi. Après sa formation à Rome comme élève de Virgilio Mazzocchi, il est entré en 1643 en tant que castrat à la chapelle de la basilique Saint-Marc de Venise. En 1650, il a été appelé par Jean-Georges Ier de Saxe en tant que compositeur et chanteur pour entrer dans la chapelle de l'électeur. En 1657, il est devenu vice-maître de chapelle à l'orchestre de la cour de Dresde sous la direction de Heinrich Schütz. En 1664, il est devenu un décorateur et machiniste au théâtre de la cour de Jean-Georges II de Saxe, puis il est devenu inspettore de la Comédie de Dresde. Trois ans plus tard, Bontempi a reçu une pension et a passé les années 1668-1671 en Italie, où il a travaillé en tant que compositeur et écrivain, mais aussi comme un historien et décorateur. En 1680, il s'est retiré de la vie publique et a vécu jusqu'à sa mort dans sa propriété près de Pérouse.
Bontempi a écrit trois opéras, un oratorio et d'autres musiques sacrées. Il a également écrit des ouvrages de théorie musicale. Lui et son co-Kapellmeister Giuseppe Peranda ont été les créateurs du premier opéra entièrement écrit en langue allemande. Leur composition conjointe Musikalisches Schauspiel von der Dafne a été créée en 1672 dans la salle de spectacle de Dresde nouvellement construite (Opernhaus am Taschenberg (en)) par l'électeur Jean-Georges II.
En 1697, Bontempi a été intronisé sur la base de son mérite à l'« Accademia degli Insensati » à Pérouse.

## Œuvres
- Il Paride (opéra en cinq actes) (3 novembre 1662, Dresde)
- Leben und Martyrium des Heiligen Emiliano (oratorio) (1662 Dresde)
- Musikalisches Schauspiel von der Dafne (opéra) (9 février 1672, Dresde)
- Jupiter und Jo (opéra) (16 janvier 1673, Dresde); en collaboration avec Giuseppe Peranda.

### Écrits
- Nova quatuor vocibus componendi methodus (nouvelle méthode de composition pour quatre voix) (1660 Dresde)
- Tractus in quo demonstrantur occultae convenientiae sonorum systematis participati (1690, Bologne)
- Historia musica, nella quale si ha piena cognitione della teorica e della practica antica della musica harmonica segondo la doctrina de' Greci (Pérouse, 1695)